# Byron (California)
Byron è un census-designated place degli Stati Uniti d'America, nello stato della California, nella Contea di Contra Costa. Nel 2010 contava 1.277 abitanti.